# Václav Kořínek (1943)
Václav Kořínek (* 18. září 1943) je bývalý český fotbalista, útočník.

## Fotbalová kariéra
V československé lize hrál v sezóně 1969/70 za SONP Kladno. Dal 1 ligový gól.

## Ligová bilance
| Ročník                                   | Zápasy | Góly | Klub        |
| ---------------------------------------- | ------ | ---- | ----------- |
| 2. československá fotbalová liga 1968/69 | -      | -    | SONP Kladno |
| 1. československá fotbalová liga 1969/70 | 25     | 1    | SONP Kladno |
| CELKEM 1. liga                           | 25     | 1    |             |